# Maria Consolata Collino
Maria Consolata Collino (ur. 9 grudnia 1947 w Turynie) – włoska florecistka, srebrna medalistka olimpijska.
Na igrzyskach olimpijskich w Monachium w 1972 roku była czwarta drużynowo, a w rywalizacji indywidualnej odpadła w półfinałach. Na rozgrywanych cztery lata później igrzyskach olimpijskich w Montrealu wywalczyła srebrny medal w turnieju indywidualnym. W rundzie finałowej, w walce barażowej o złoty medal przegrała z Węgierką Ildikó Schwarczenberger 4:5. W turnieju drużynowym Włoszki zajęły tam piąte miejsce.
Nie zdobyła medalu mistrzostw świata.